# Дубове урочище «Рудочка»
Дубо́ве уро́чище «Ру́дочка» — ботанічна пам'ятка природи місцевого значення в Україні. Розташована в межах Цуманської селищної територіальної громади Луцького району Волинської області, у селі Кадище. 
Площа 2,5 га. Статус присвоєно згідно з рішенням Волинської обласної ради від 02.02.2017 року № 10/49. Перебуває у віданні Цуманської селищної ради. 
Статус присвоєно для збереження середньовікових дубових насаджень, які є осередком корінних дубових пралісів південного Полісся.

## Галерея

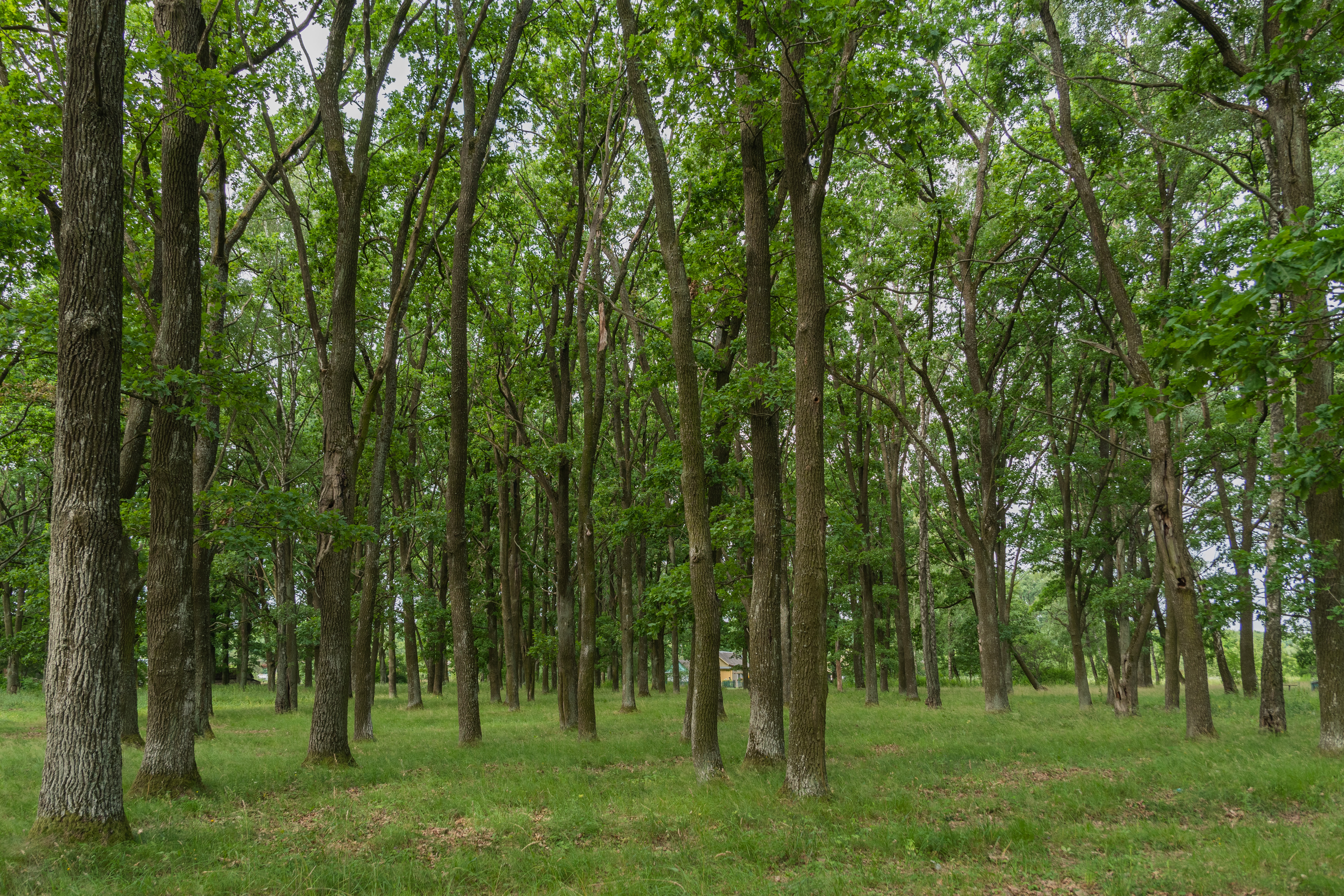
Вигляд у центрі в 2022 році
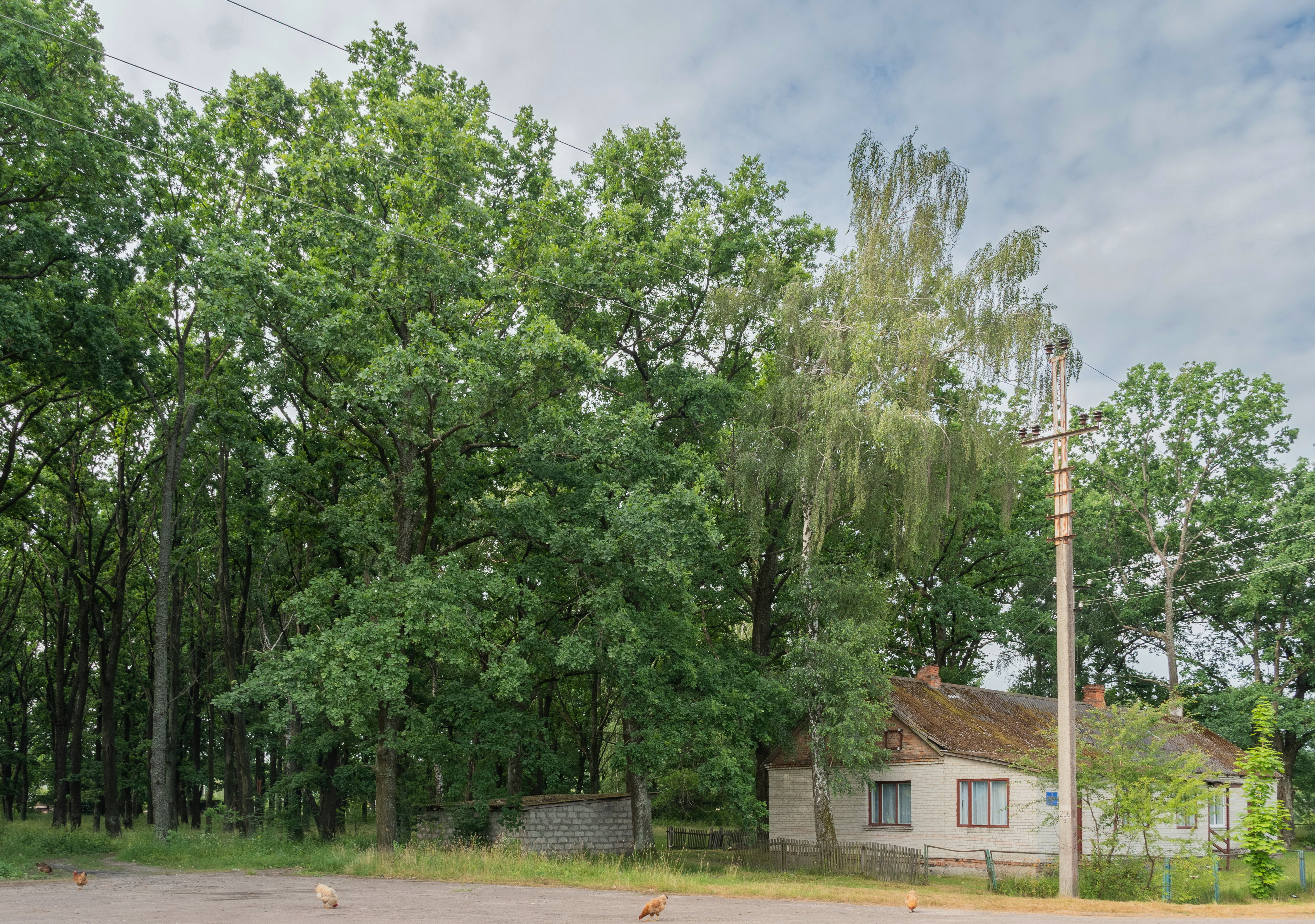
Вигляд з півночі у 2022 році
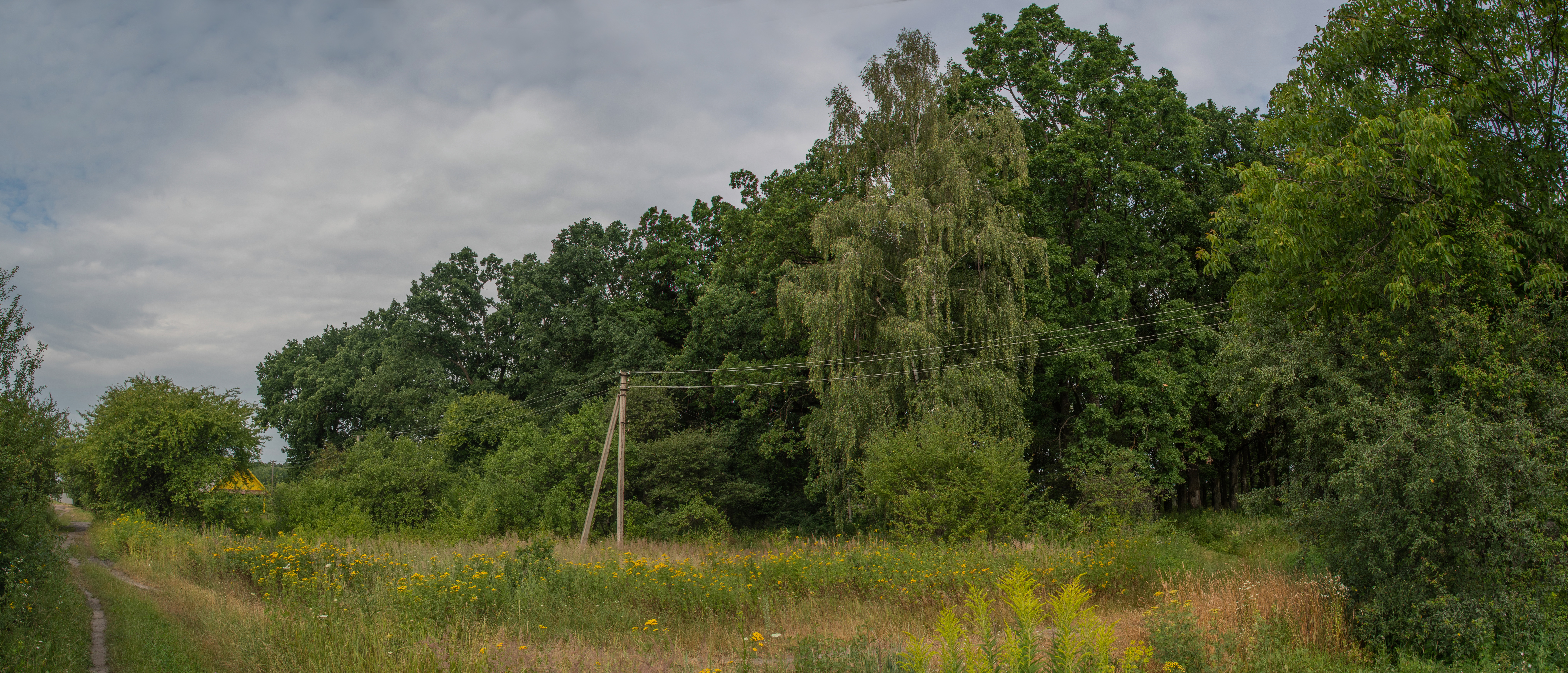
Вигляд зі сходу в 2022 році